# 开加博峰
28°19′59″N 97°28′00″E / 28.33306°N 97.46667°E
开加博峰，也稱為卡加伯拉吉山，阿侬语称开加博拉孜是伯舒拉岭的一座山峰，位于缅甸北部克钦邦内，靠近中国边境，海拔5,881米。它是缅甸的最高峰，也是东南亚最高的山峰。东北坡有冰川下垂，由此发源的河流都南下注入恩梅开江。
缅甸政府于1996年1月30日在开加博峰周围设立开加博峰国家保护区，并于1998年11月10日设立开加博峰国家公园。